# Mel Wanzo
Melvin 'Mel' Wanzo, ook bekend als Melvin Wahid Muhammad (Cleveland, 22 november 1930 - Detroit, 9 september 2005), was een Amerikaanse jazztrombonist. Hij is het meest bekend door zijn jarenlange werk voor het Count Basie Orchestra.
Wanzo studeerde muziek aan Youngstown University in Youngstown, Ohio, hij studeerde hier in 1952 af. Hij speelde in de United States Army in een band onder leiding van Cannonball Adderley. Later werkte hij in bands die blues- en R&B-zangers begeleidden, zoals Ruth Brown en Big Joe Turner. Hij studeerde nog een keer muziek, nu aan Cleveland Institute of Music. In de jaren 60 werkte hij bij Woody Herman en Ray McKinley (als leider van het Glenn Miller Orchestra). In 1969 werd hij lid van het Count Basie Orchestra, hier zou hij tot 1980 actief zijn. In de vroege jaren 80 speelde hij met Frank Capp en Nat Pierce, daarna voegde hij zich weer bij Basie's orkest, dat na diens overlijden geleid werd door achtereenvolgens Thad Jones, Frank Foster en Grover Mitchell.